# SUEZEN
SUEZEN（スエゼン、1961年 - ）は、日本の漫画家、イラストレーター、美術講師、ゲームデザイナー。東京都出身。本名の飯田史雄（いいだ ふみお）名義で原画家、作画監督としても活動する。

## 人物
私立目黒高校を卒業後、タツノコアニメ技術研究所に入所、宮本貞雄に師事、画業を積んだ。同期には今川泰宏がいる。その後フリーとなり、アニメーター、原画家として多作品で活動し、『王立宇宙軍 オネアミスの翼』では作画監督を務めた。その間も漫画に強い志向を持ち、1988年、「アメージングコミックス 1号 コミックロリポップ5月増刊」（笠倉出版社）に掲載の『ミステリーLIGHT』でデビュー。1992年『ヤダモン』のキャラクターデザインで衆目を集め、同年、同タイトルでアニメージュ誌に漫画化作品を発表した。
その後、漫画作品を発表しながらも書籍の表紙、イラストや、ゲームのキャラクターデザインなどでも活躍するが、2000年代では漫画家としての活動に主軸を移している。
『ヱヴァンゲリヲン新劇場版：序』で版権イラストを担当しており、『CONTINUE』『RollingStone（日本語版）』『少年エース』などの表紙を担当し、全て綾波レイを描いている。
青山広美（青山パセリ）と仲が良い。結城信輝、永野護、川村万梨阿と仲が良く、昔は結城の誕生日のクリスマスイヴに仲の良いメンバーでディズニーランドへ行っていた。

## 作風
絵柄は少女漫画の手法を独自に昇華したもので、流れるような滑らかな描線と、キャラクターを描く際の、独特の丸いツリ目に特徴がある。ペンネームは「据え膳食わぬは男の恥」に由来するとも言われているが、アニメージュのコラム「SUEZENのモザイク通信」の中で、「最善は尽くせぬとも末善ぐらいは…」ということから、というニュアンスのコメントを残している。なお、同人誌上においてはAGEZENというペンネームも使用している。高校時代のペンネームは「てっか兄ちゃん」とも名乗っていた。
前述の『ミステリーLIGHT』に登場させた女性キャラ（前述の「ツリ目」の特徴を有している）を自画像として用いており、単行本のあとがきなどに「作者」として登場させている。そのため、彼の少女漫画色の強い流麗な画風ともあいまって、まれに女性であると思い込んでいるファンもいるが、彼は男性である。
『BSアニメ夜話/新造人間キャシャーン』（2005年3月30日放送）にゲスト（元タツノコプロ アニメーター、漫画家）として出演。

## 主な作品

### 漫画
- ヤダモン（前編・後編  徳間書店アニメージュ文庫 「月刊アニメージュ」にて連載）
- マリンカラー（全5巻  角川書店 「少年エース」にて連載）
- パーコレイション（全1巻 原作：大塚康生 竹書房 「コミックガンマ」にて連載されたものを角川書店が単行本化）
- 風まかせ月影蘭 （原作：大地丙太郎 同名アニメ作品の漫画化）
- 新性生活 -ネオ・ライフ- （読みは「しんせいかつ」。性と生を掛けている）
- DEAD SPACE （1 - 2巻）

### 画集
- eternal
- KALEIDOSCOPE （CD-ROM画集）

## 関連する作品

### ゲーム
- シャイニング・フォースII 古えの封印（キャラクターデザイン）
- バルディッシュ クロムフォードの住人たち（キャラクターデザイン）
- マジカルホッパーズ（キャラクターデザイン）

### アニメ
- ダッシュ勝平（1981年 - 1982年、キャラクター補、飯田史雄名義）
- 超時空要塞マクロス（1982年 - 1983年、原画、飯田史雄名義）
- 未来警察ウラシマン（1983年、原画、飯田史雄名義）
- 王立宇宙軍 オネアミスの翼 （1987年、作画監督・プロダクションデザイン＆レイアウトデザイン、飯田史雄名義）
- トップをねらえ!（1988年、原画、飯田史雄名義）
- 老人Z（1991年、作画監督、飯田史雄名義）
- ヤダモン （1992年 - 1993年、キャラクターデザイン・オープニングアニメーション・エンディングタイトルバック）
- トップをねらえ2!（2004年 - 2006年、第二原画、飯田史雄名義）
- 天元突破グレンラガン（2007年、原画、ノンクレジット）
- グレパラ GURREN LAGANN PARALLEL WORKS「BafBaf!そんなに燃えるのが…好きかい?」（2008年、企画・演出・絵コンテ・原画）
- バスカッシュ!（2009年、キャラクターデザイン・脚本・絵コンテ・演出・作画監督）※共同
- ヱヴァンゲリヲン新劇場版:破（2009年、原画、飯田史雄名義）
- はなまる幼稚園（2010年、原画、飯田史雄名義）
- 宇宙戦艦ヤマト2199（2013年、キャラクター作画監督協力、飯田史雄名義）
- 宇宙戦艦ヤマト2199 星巡る方舟（2014年、作画監督、飯田史雄名義）
- 異世界チート魔術師（2019年、絵コンテ、飯田史雄名義）
- 終末のワルキューレ（2021年、作画監督・総作画監督、飯田史雄名義）
- ボールパークでつかまえて!（2024年、キャラクターデザイン[2]、飯田史雄名義）